# (38152) 1999 JY66
1999 JY66 (asteroide 38152) é um asteroide da cintura principal. Possui uma excentricidade de 0.17637060 e uma inclinação de 5.48657º.
Este asteroide foi descoberto no dia 12 de maio de 1999 por LINEAR em Socorro.